# Big Falls (Minnesota)
Big Falls – miasto w Stanach Zjednoczonych, w stanie Minnesota, w hrabstwie Koochiching.